# گنوسال
گنوسال (به انگلیسی: Gnosall) یک روستا و محله مدنی در بریتانیا است که در Stafford واقع شده‌است. گنوسال ۳۷٫۷۷ کیلومتر مربع مساحت و ۴٬۷۳۶ نفر جمعیت دارد.